# Ivana Kmeťová
Ivana Kmeťová (Bojnice, 30 de enero de 1985) es una deportista eslovaca que compite en piragüismo en la modalidad de aguas tranquilas. Ganó 3 medallas en el Campeonato Mundial de Piragüismo entre los años 2007 y 2010, y 7 medallas en el Campeonato Europeo de Piragüismo entre los años 2005 y 2016.

## Palmarés internacional
| Campeonato Mundial | Campeonato Mundial     | Campeonato Mundial | Campeonato Mundial |
| Año                | Lugar                  | Medalla            | Competición        |
| ------------------ | ---------------------- | ------------------ | ------------------ |
| 2007               | Duisburgo (Alemania)   | Medalla de plata   | K2 200 m           |
| 2009               | Dartmouth (Canadá)     | Medalla de bronce  | K2 200 m           |
| 2010               | Poznań (Polonia)       | Medalla de bronce  | K2 200 m           |
| Campeonato Europeo |                        |                    |                    |
| Año                | Lugar                  | Medalla            | Competición        |
| 2005               | Poznań (Polonia)       | Medalla de plata   | K2 200 m           |
| 2007               | Pontevedra (España)    | Medalla de plata   | K2 200 m           |
| 2008               | Milán (Italia)         | Medalla de oro     | K2 200 m           |
| 2009               | Brandeburgo (Alemania) | Medalla de plata   | K2 500 m           |
| 2009               | Brandeburgo (Alemania) | Medalla de bronce  | K2 200 m           |
| 2010               | Corvera (España)       | Medalla de plata   | K2 200 m           |
| 2016               | Moscú (Rusia)          | Medalla de bronce  | K1 200 m           |